# Johann Faber
Johann Faber (na WO II ook gespeld als Johan Faber; Groningen, 19 juli 1902 – aldaar, 4 november 1979) was een Nederlands beeldend kunstenaar en lid van De Ploeg. Hij gebruikt verscheidene technieken, zoals penceelschetsen, litho's, etsen, aquarellen en olieverf.
In 1922 is hij aspirant-lid van De Ploeg geworden. In 1933 werd hij met algemene stemmen toegelaten als werkend lid van De Ploeg, nadat hij in een huiskamertentoonstelling had geëxposeerd. Tot ver in de jaren zeventig nam hij deel aan de jaarlijkse Ploeg-tentoonstellingen. Hij nam aan meer dan 80 tentoonstellingen deel.
In zijn begintijd was zijn werk verwant aan de toenmalige moderne stijlen zoals jugendstil en het naturalisme. In de loop van de tijd kreeg zijn techniek een robuuster karakter met grote halen, die wel wordt gekenmerkt als frescoachtig. Zijn thema's vond hij in het Noord-Drentse en Groningse landschap, waarbij vooral de lage horizon kenmerkend is.

## Achtergrond
Faber kwam als 12-jarige op de Academie Minerva waar hij een opleiding lithografie volgde. Een jaar na zijn diplomering (1921) richtte hij samen met studiegenoot Jan van der Zee en Wobbe Alkema, die hij kende vanuit de Jongelieden Geheelonthoudersbond, het Atelier Voor Artistieke Reclame (AVAR) op. 
In 1924 werd AVAR opgeheven en kwam hij te werken bij een drukkerij in Sneek en later in Zutphen. Ten slotte keerde hij in 1930 terug naar Groningen om bij uitgeverij J.B. Wolters te werken.
Hij heeft een prominente rol gespeeld in de totstandkoming van een grafische werkplaats in Groningen, die tot op de dag van vandaag bestaat.
- Biografisch Portaal: 34424710
- International Standard Name Identifier: 0000 0003 9223 9790
- RKD-Nederlands Instituut voor Kunstgeschiedenis: 27092
- Virtual International Authority File: 286248250
- WorldCat: E39PBJh4t9YBQK7RPKjWfXHwG3